# Лолун
Лолу́н (кит. упр. 洛龙, пиньинь Luòlóng) — район городского подчинения городского округа Лоян провинции Хэнань (КНР). Название района образовано из первых иероглифов существовавших здесь ранее уездов Лобэй и Лунмэнь.

## История
Начиная с империи Цинь эти места были разделены между уездами Хэнань (河南县) и Лоян (洛阳县). При империи Сун в 1072 году уезд Лоян был присоединён к уезду Хэнань, но в 1087 году воссоздан. После того, как эти места вошли в состав чжурчжэньской империи Цзинь, в 1157 году уезд Хэнань был присоединён к уезду Лоян.
Во время японо-китайской войны Лоян был в 1944 году захвачен японцами, и китайскими властями в марте 1945 года уезд Лоян был разделён на уезды Лонань (洛南县) и Лобэй (洛北县); после капитуляции Японии уезды Лонань и Лобэй были вновь объединены в уезд Лоян. Во время гражданской войны в апреле 1948 года эти места перешли под контроль коммунистов, которые севернее реки Лохэ создали уезд Лобэй, а южнее — уезд Лунмэнь (龙门县). В августе 1948 года Лобэй и Лунмэнь были вновь объединены в уезд Лоян. После образования КНР урбанизированная часть уезда Лоян была выделена в отдельную единицу — город Лоян, в составе которого в 1950 году был образован Пригородный район (郊区). В ноябре 1955 года уезд Лоян был расформирован, и часть его земель была присоединена к Пригородному району.
В 2000 году Пригородный район был переименован в район Лолун.

## Административное деление
Район делится на 8 уличных комитетов и 9 посёлков.

## Достопримечательности
- Буддийский пещерный комплекс Лунмэнь[2].